# Frédéric Peiremans
Frédéric Peiremans (Nijvel, 3 september 1973) is een voormalig Belgische voetballer die voornamelijk als rechtsachter speelde.

## Carrière
Frédéric Peiremans begon bij de jeugd van RCS La Forestoise te voetballen. Maar de rechtsachter ging al vrij snel naar RSC Anderlecht, waar hij in 1993 zijn debuut maakte hij het A-elftal.
De blonde voetballer mocht in 1993/94 één keer invallen tijdens een Europese wedstrijd maar een seizoen later speelde hij al tien keer voor RSC Anderlecht. Uiteindelijk speelde Peiremans nog tot 1998 voor RSC Anderlecht maar hij verbleef vaak op de bank.
Dus verhuisde Peiremans in '98 naar Sporting Charleroi. Daar werd de middenvelder een vaste waarde en in 1999 trok hij naar het Nederlandse FC Twente. Daar werd hij in 2000 door het Spaanse Real Sociedad overgenomen. Maar Peiremans kreeg last van een stevige dijblessure waardoor hij gedwongen werd om reeds op 29-jarige leeftijd te stoppen met voetballen. Peiremans kon nooit voor Real Sociedad spelen. Uiteindelijk vertrok hij nog naar SD Eibar, ook hier kwam hij door zijn vele blessures niet in actie. Hierdoor werd FC Twente-Ajax zijn laatste wedstrijd.
Na zijn spelerscarrière werd Peiremans onder meer jeugdtrainer bij Sporting Charleroi en RSC Anderlecht. Bij paars-wit trainde hij spelers als Denis Odoi en Massimo Bruno. In 2006 wilde Peiremans zelf weer voetballen. Georges Heylens stelde voor om bij RWDM aan de slag te gaan, maar Peiremans kreeg van de KBVB geen toestemming om zich bij de club aan te sluiten.

## Erelijst

### Club

#### RSC Anderlecht[1]
- Eerste Klasse: 1993–94, 1994–95
- Beker van België: 1993–94 (winnaar), 1996–97 (finalist)[2]
- SuperCup: 1995

## Referentielijst
1. ↑  RSC Anderlecht | Palmares. Gearchiveerd op 9 februari 2023.
2. ↑  Belgium - List of Cup Finals. Gearchiveerd op 28 mei 2022.